# كدمة عوض علي (تبن)

تعديل مصدري - تعديل

كدمة عوض علي هي إحدى قرى عزلة الحوطة بمديرية تبن التابعة لمحافظة لحج، بلغ تعداد سكانها 1039 نسمة حسب تعداد اليمن لعام 2004.